# Domjevin
Domjevin est une commune française située dans la région Grand Est dans le département de Meurthe-et-Moselle, dans l'arrondissement de Lunéville et dans le canton de Blâmont.

## Géographie

### Localisation
Village situé dans la partie ouest du canton de Blâmont, Domjevin est situé à égale distance de Lunéville, Blâmont, Badonviller et Baccarat soit 17 km, et à 48 km de Nancy.

### Géologie, hydrologie
La commune s'étend sur 1 028 ha dont 218 boisés et son altitude varie entre 237 et 293 mètres.
Le territoire de la commune est traversé par la Vezouze avec ses nombreux méandres au milieu d'une grande prairie - il y a 12 km de rives sur le territoire de Domjevin - complété par le ruisseau de Chazal, affluent de la Vezouze qui part de la Bonne Fontaine.
Le sol est constitué en partie de terres fortes ou argileuses et en partie de terres légères ou sablonneuses.

### Communes limitrophes

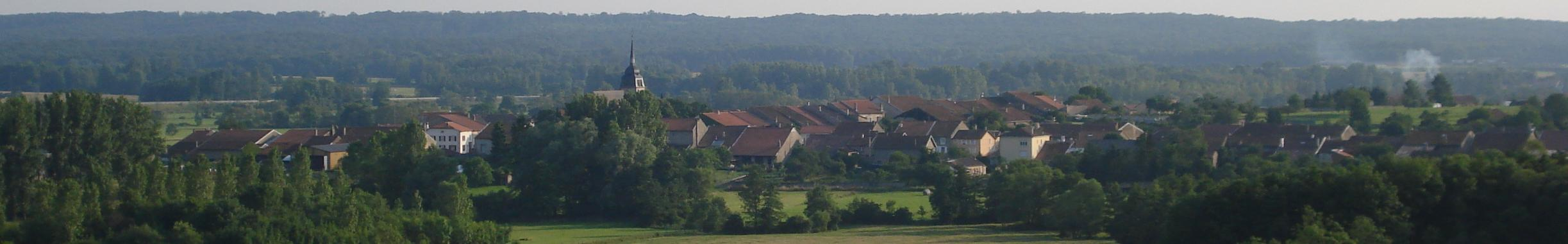
Village de Domjevin vu d'une hauteur.

### Hydrographie
La commune est dans le bassin versant du Rhin au sein du bassin Rhin-Meuse. Elle est drainée par la Vezouze, le ruisseau de Chasal, le ruisseau de la Baraque et le ruisseau de Xadrexey,.
La Vezouze, d'une longueur de 75 km, prend sa source dans la commune de Saint-Sauveur et se jette  dans la Meurthe à Rehainviller, après avoir traversé 24 communes. 

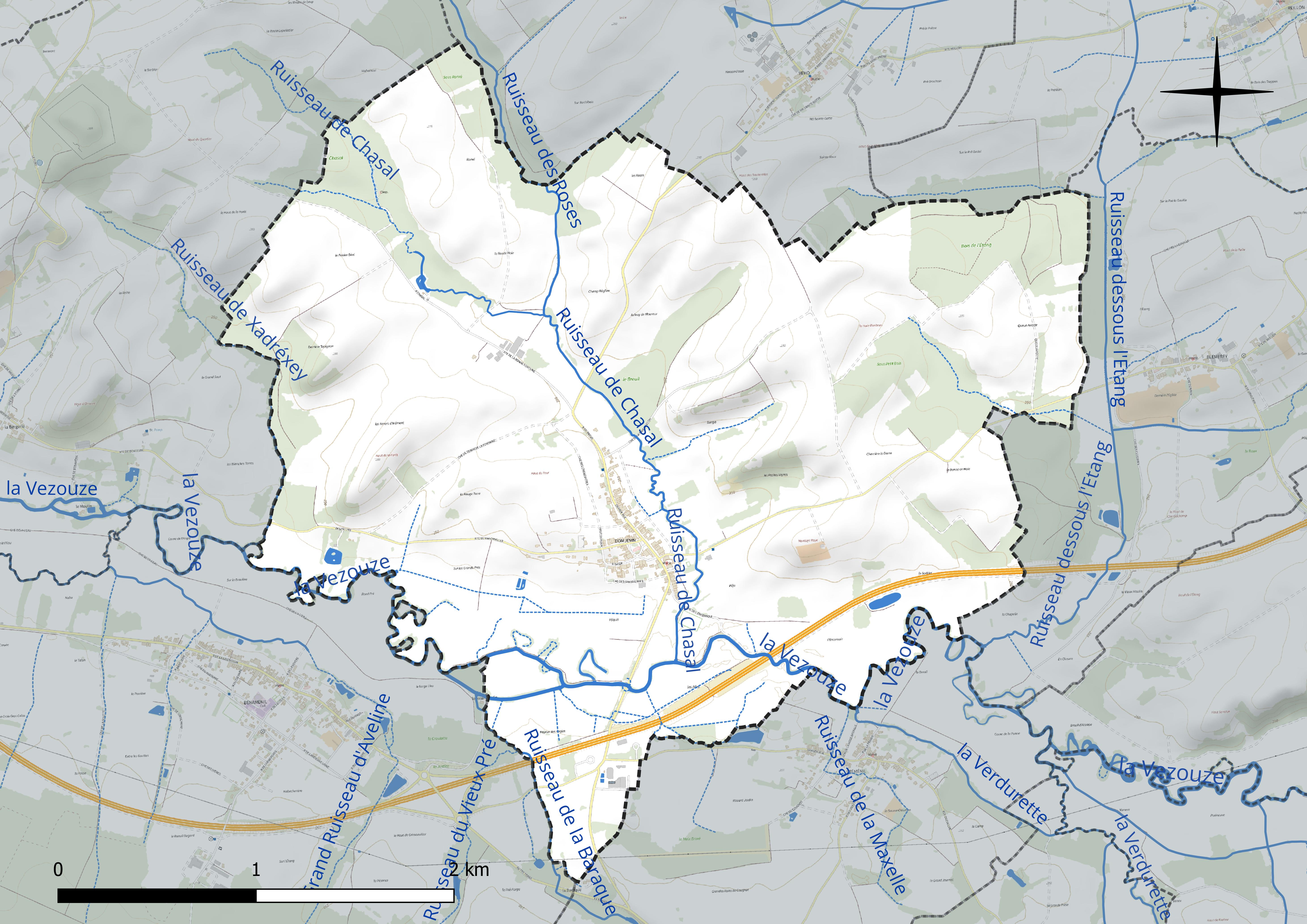
Réseau hydrographique de Domjevin.

### Climat
Pour des articles plus généraux, voir Climat du Grand Est et Climat de Meurthe-et-Moselle.
En 2010, le climat de la commune est de type climat des marges montargnardes, selon une étude du Centre national de la recherche scientifique s'appuyant sur une série de données couvrant la période 1971-2000. En 2020, Météo-France publie une typologie des climats de la France métropolitaine dans laquelle la commune est exposée à un climat semi-continental et est dans la région climatique  Vosges, caractérisée par une pluviométrie très élevée (1 500 à 2 000 mm/an) en toutes saisons et un hiver rude (moins de 1 °C). 
Pour la période 1971-2000, la température annuelle moyenne est de 9,8 °C, avec une amplitude thermique annuelle de 16,9 °C. Le cumul annuel moyen de précipitations est de 897 mm, avec 12,2 jours de précipitations en janvier et 9,7 jours en juillet. Pour la période 1991-2020, la température moyenne annuelle observée sur la station météorologique de Météo-France la plus proche, « St Maurice », sur la commune de Saint-Maurice-aux-Forges à 13 km à vol d'oiseau, est de 10,5 °C et le cumul annuel moyen de précipitations est de 837,4 mm. 
La température maximale relevée sur cette station est de 39,2 °C, atteinte le 25 juillet 2019 ; la température minimale est de −19,9 °C, atteinte le 1er mars 2005,,. 
Les paramètres climatiques de la commune ont été estimés pour le milieu du siècle (2041-2070) selon différents scénarios d'émission de gaz à effet de serre à partir des nouvelles projections climatiques de référence DRIAS-2020. Ils sont consultables sur un site dédié publié par Météo-France en novembre 2022.

## Urbanisme

### Typologie
Au 1er janvier 2024, Domjevin est catégorisée commune rurale à habitat dispersé, selon la nouvelle grille communale de densité à sept niveaux définie par l'Insee en 2022.
Elle est située hors unité urbaine et hors attraction des villes,.

### Occupation des sols
L'occupation des sols de la commune, telle qu'elle ressort de la base de données européenne d’occupation biophysique des sols Corine Land Cover (CLC), est marquée par l'importance des territoires agricoles (74,6 % en 2018), une proportion sensiblement équivalente à celle de 1990 (74,4 %). La répartition détaillée en 2018 est la suivante : terres arables (44,5 %), prairies (30 %), forêts (19,4 %), zones industrielles ou commerciales et réseaux de communication (3,2 %), zones urbanisées (2,8 %), zones agricoles hétérogènes (0,1 %). L'évolution de l’occupation des sols de la commune et de ses infrastructures peut être observée sur les différentes représentations cartographiques du territoire : la carte de Cassini (XVIIIe siècle), la carte d'état-major (1820-1866) et les cartes ou photos aériennes de l'IGN pour la période actuelle (1950 à aujourd'hui).

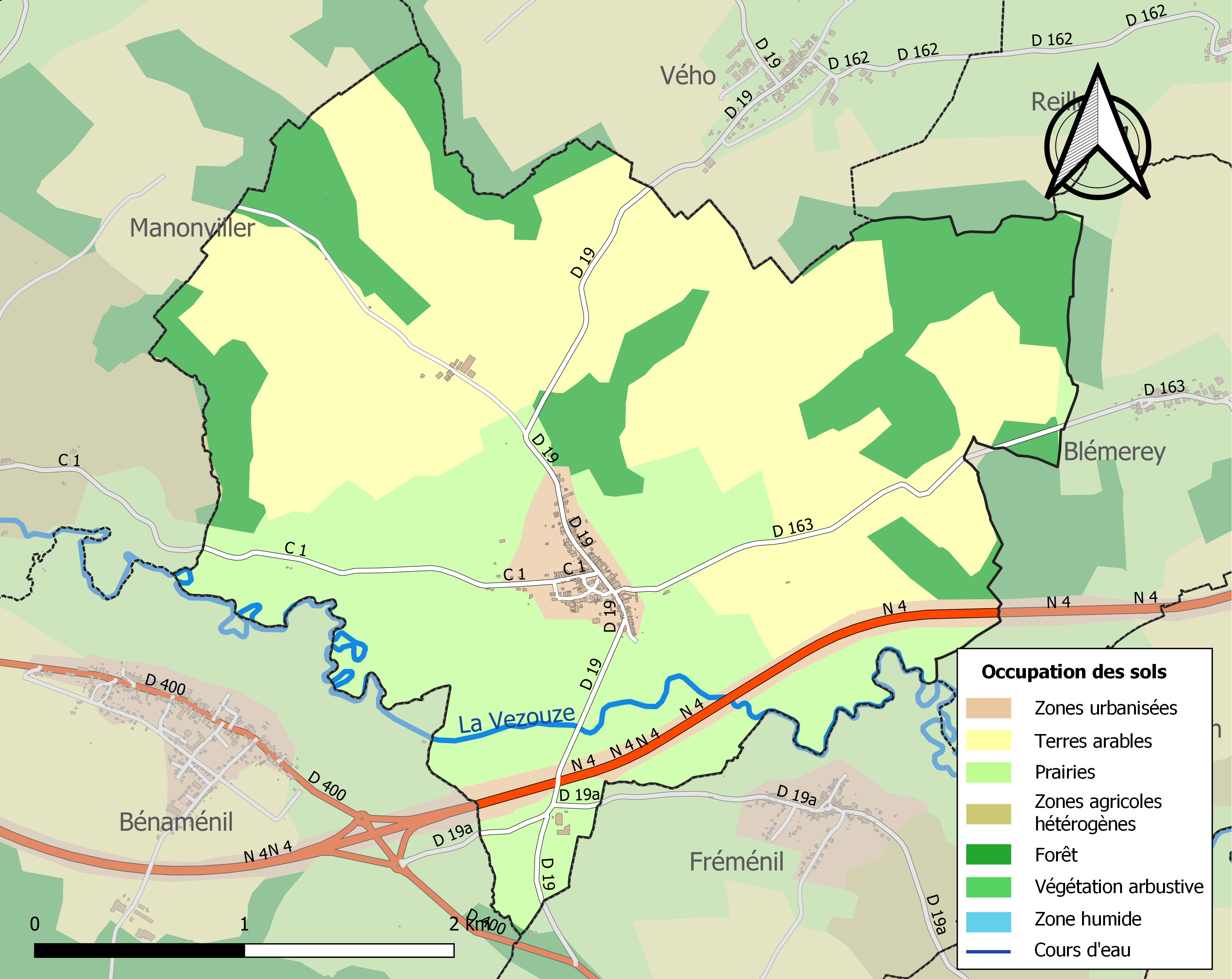
Carte des infrastructures et de l'occupation des sols de la commune en 2018 (CLC).

## Toponymie
H. Lepage a relevé les différents noms suivants : Domnus Jovinianus (1175), Domnus Juvinus, Dongevin ou Donjevin (1248), Domgevin (1476), Donsevrin (1594) et Domjuvin (Cassini).

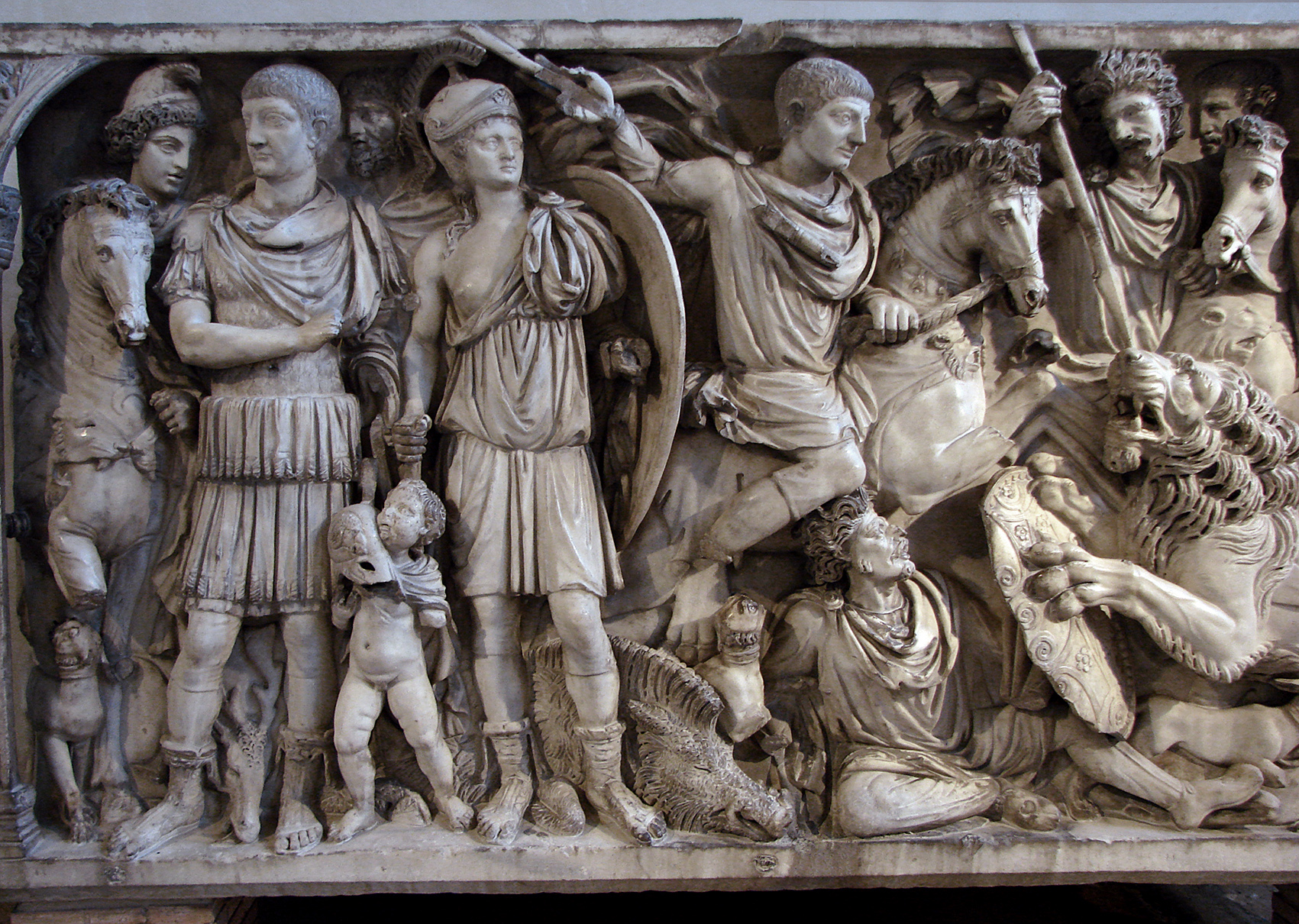
Tombeau dit de Jovin, selon la tradition Jovin l'aurait apporté d'Italie pour lui servir de sépulture (musée archéologique Saint-Rémi de Reims).

Domjevin dont le nom apparaît pour la première fois dans une donation de 1010, a certainement des origines plus anciennes, voire gallo-romaines : les traditions veulent que les Romains aient élevés un camp et un temple à Jupiter (Juvinus) sur une des collines du village mais aucun vestige ne vient confirmer cette supposition. Le village a dû porter un autre nom avant d'être rebaptisé pour prendre celui d'un saint Jovin, général romain, d'origine gauloise né à Reims sous l'empereur Julien (Constantinople mai-juin 332 / Ctesiphon 26 juin 363), combattit en Gaule et repoussa trois invasions en particulier à Sainte-Geneviève près de Pont-à-Mousson en 367. Nommé consul la même année, il se convertit au christianisme et mourut en 370. Ce qui pourrait confirmer cette hypothèse est le vitrail central de l'église (détruit en 1914) représentant un soldat romain déposant ses armes au moment de se convertir et qui passait pour être saint Juvino patron de la paroisse.

## Histoire

### Moyen Âge

#### Moyen Âge central
- En 1175, Hermann, abbé de Moyenmoutier, céda à la même abbaye ce que son monastère possédait à Frisonviller et à Domjevin[17].
- En 1189, la 3e partie des dîmes de Domjevin fut abandonnée à l'abbaye de Haute-Seille par Henri, comte de Salm[17].

Armoiries de Blâmont, les 2 saumons adossés sont l'emblème de la famille de Salm.

- En 1219, Henri, comte de Salm, donna à l'abbaye de Senones sa cour ou sa métairie de Domjevin[17].
- En 1248, Ferry de Salm, sire de Blâmont, reconnaît que son cousin Mathieu, duc de Lorraine, lui a laissé la moitié du ban de Domjevin[17],[20],[21],[22].
- En 1280, le sire de Blâmont, qui vivait avec les religieux, donna ses fours banaux de Domjevin et de Frisonviller à ces religieux à condition de partager la moitié du produit.

#### Moyen Âge tardif
Frisonviller était un hameau qui devait se situer dans le voisinage de la Bonne-Fontaine (en amont du ruisseau de Chazal) décrit comme habitations et moulin ; fut plusieurs fois nommé dans les chartes du XII et XIIIe siècle ; en 1308, il fut anéanti " Tout y périt, bestes, mobles, bleif et vin " au point qu'il n'en reste même plus trace dans les désignations du cadastre. Frisonviller n'est plus cité que comme breuil dans le partage de 1311, préparé par le comte de Blâmont.  
En 1308 Domjevin et Frisonviller subirent un véritable désastre : une incursion de Messins, tout y périt, le hameau fut complètement détruit. Domjevin très meurtri, s'en releva heureusement.
Le templiers avaient bâti une maison de leur ordre sur une colline surplombant la vallée de la Vezouze. On voit encore le bassin d'une fontaine qui était à leur usage. Ce poste devait avoir une haute importance, car une route pavée et cimentée, qui, du village rejoignait la route de Lunéville fut découverte en partie au XVIIIe siècle,,. En 1308, les templiers disparurent, leur maison fut affectée aux chevaliers de Malte.
Au mois de septembre 1324, Henri de Blâmont reconnaît tenir en fief du duc Ferry, après l'évêque de Metz, le village de Domjevin.
En 1329, les habitants de Domjevin se mirent sous la protection et sauvegarde de la duchesse de Lorraine, Isabelle d'Autriche et du duc Raoul son fils, moyennant une certaine somme. Henri, comte de Blâmont, de qui le village dépendait, y donna son consentement. Les habitants renouvelèrent le traité de sauvegarde en 1384 avec Jean, duc de Lorraine,.

### Temps modernes
Au XVIe siècle, Domjevin est compris avec 15 autres villages dans le comté de Blâmont. Plusieurs seigneurs se partagent les rues et les habitants, sur lesquels ils ont pleine justice : ce sont les ducs de Lorraine et les comtes d'Haussonville.
Domjevin est le seul village avec Reillon à adhérer à la « Charte de Beaumont » et s'affranchit partiellement de la féodalité. Il s'est donné deux maires élus le jour de la Pentecôte. Le village géra les délits et profita d'avantages fiscaux. La division amena disparité, jalousie et dissension,.
Le 20 avril 1518, Henri, prévôt de Blâmont, rachète des mains de Warry de Luxembourg, seigneur de Fléville, le quart du village de Domjevin, que Thibaut, seigneur de Blâmont, avait engagé en 1427 à Jean de Fléville pour la somme de 100 francs.
L’Inquisition était une juridiction d'exception, établie pour représenter l'autorité judiciaire du pape sur une région donnée, quand le fonctionnement normal des tribunaux ecclésiastiques s'avérait inadapté. Les inquisiteurs ont le pouvoir juridique absolu pour juger et condamner les gens (ils pouvaient être exécutés, pendus…). De 1584 à 1630, Domjevin fut un des villages où il y eut le plus d'habitants exécutés (à Blâmont) pour sorcellerie : 13 femmes et 3 hommes.
Les épidémies de pestes et la guerre de Trente Ans ont laissé à nouveau Domjevin dépeuplée et ravagée : il ne restait plus que 30 habitants.
Il n'existe que trois ponts sur la Vezouze dont un à Domjevin : ce pont est à péage et apporte des revenus aux habitants de Domjevin qui en sont propriétaires. En 1650 les habitants s'entendent pour remplacer le pont de bois par un pont de pierre. Les habitants de Vého et de Fréménil seront exemptés de droit de péage car ils participèrent à l'entretien de ce pont.

### Révolution française et Empire
En 1802, après avoir appartenu au bailliage de Lorraine, cour souveraine de Nancy, Domjevin fut une succursale qui relevait de Blâmont avec Fréménil pour annexe.

### Époque contemporaine

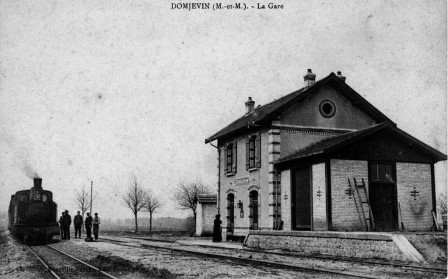
Gare du Tacot en 1911.

La gare de Domjevin de la ligne de Lunéville à Blâmont et à Badonviller est inaugurée par le ministre Albert Lebrun le 13 août 1911. Elle est située à 1 200 m au sud du village, le trafic fonctionne jusqu'en 1942.
Lors de la Première Guerre mondiale, l'occupation allemande dure peu de temps mais la population est évacuée pendant quatre ans et à son retour retrouve un champ de ruines. De nombreuses maisons ne seront pas reconstruites.
Lors de la Seconde Guerre mondiale, le village est occupé par les Allemands. À la Libération 30 000 obus ont été tirés sur le village, pendant que les habitants vivent un exode au pays de Sarrebourg.

## Politique et administration

### Liste des maires
| Période                                  | Période                   | Identité                                          | Étiquette | Qualité |
| ---------------------------------------- | ------------------------- | ------------------------------------------------- | --------- | ------- |
| Les données manquantes sont à compléter. |                           |                                                   |           |         |
| avant 1995                               | mars 2008                 | René Brégeard                                     | DVD       |         |
| mars 2008                                | 2014                      | Lucien Manonviller                                |           |         |
| avril 2014                               | En cours (au 23 mai 2020) | Dominique Pierrat, Réélu pour le mandat 2020-2026 |           | Artisan |

### Administration vers 1836
Vers 1836, Domjevin comptait 12 conseillers municipaux ; deux électeurs pour la députation et 60 électeurs communaux (il y avait peu d'électeurs communaux à cause du suffrage censitaire masculin de 1815 à 1848 : seuls les hommes très riches avaient le droit de vote. En 1815, en France, seules 100 000 personnes avaient le droit de vote sur 30 millions d'habitants.

## Population et société

### Démographie
L'évolution du nombre d'habitants est connue à travers les recensements de la population effectués dans la commune depuis 1793. Pour les communes de moins de 10 000 habitants, une enquête de recensement portant sur toute la population est réalisée tous les cinq ans, les populations de référence des années intermédiaires étant quant à elles estimées par interpolation ou extrapolation. Pour la commune, le premier recensement exhaustif entrant dans le cadre du nouveau dispositif a été réalisé en 2006.

En 2022, la commune comptait 264 habitants, en évolution de +3,94 % par rapport à 2016 (Meurthe-et-Moselle : −0,13 %, France hors Mayotte : +2,11 %).
| 1793 | 1800 | 1806 | 1821 | 1831 | 1836 | 1841 | 1846 | 1851 |
| ---- | ---- | ---- | ---- | ---- | ---- | ---- | ---- | ---- |
| 496  | 577  | 562  | 599  | 600  | 601  | 559  | 530  | 548  |

| 1856 | 1861 | 1872 | 1876 | 1881 | 1886 | 1891 | 1896 | 1901 |
| ---- | ---- | ---- | ---- | ---- | ---- | ---- | ---- | ---- |
| 533  | 568  | 522  | 511  | 481  | 478  | 485  | 458  | 447  |

| 1906 | 1911 | 1921 | 1926 | 1931 | 1936 | 1946 | 1954 | 1962 |
| ---- | ---- | ---- | ---- | ---- | ---- | ---- | ---- | ---- |
| 437  | 411  | 311  | 343  | 315  | 322  | 244  | 286  | 296  |

| 1968 | 1975 | 1982 | 1990 | 1999 | 2006 | 2011 | 2016 | 2021 |
| ---- | ---- | ---- | ---- | ---- | ---- | ---- | ---- | ---- |
| 257  | 237  | 228  | 230  | 267  | 237  | 248  | 254  | 262  |

| 2022 | - | - | - | - | - | - | - | - |
| ---- | - | - | - | - | - | - | - | - |
| 264  | - | - | - | - | - | - | - | - |

### Démographie: histoire
En 1829, on dénombrait 599 habitants. Vers 1836, Domjevin comptait 610 habitants 135 feux et 115 habitations. Vers le milieu du XVIe siècle, Domjevin comptait 25 feux ; et 29 en 1708, pour 279 habitants ; au village on recense 70 chevaux, 108 vaches, 35 bœufs et 107 porcs.  En 1841 il y a 559 habitants ; plus que 244 en 1946 ; conséquence de l'exode rural : 228 en 1982.

## Économie
À la fin du XVIIe et au début du XVIIIe siècle 14 hectares de vignes couvraient les beaux coteaux du finage. Le vin de Domjevin, d'excellente qualité, avait une certaine réputation à Nancy.
Entre 1840 et 1914, beaucoup de gens travaillent la terre au village, il y a de nombreux commerces, il y a beaucoup d'artisanat : vannerie et broderie.
En 1946, il y avait 35 exploitations agricoles, 2 laiteries, 10 commerçants et des artisans : ce qui formait l'économie du village.
En 2020, Domjevin compte 27 établissements, essentiellement dans l'élevage, la culture, l'exploitation forestière, services et travaux divers.

## Culture locale et patrimoine

### Lieux et monuments

#### Bonne Fontaine

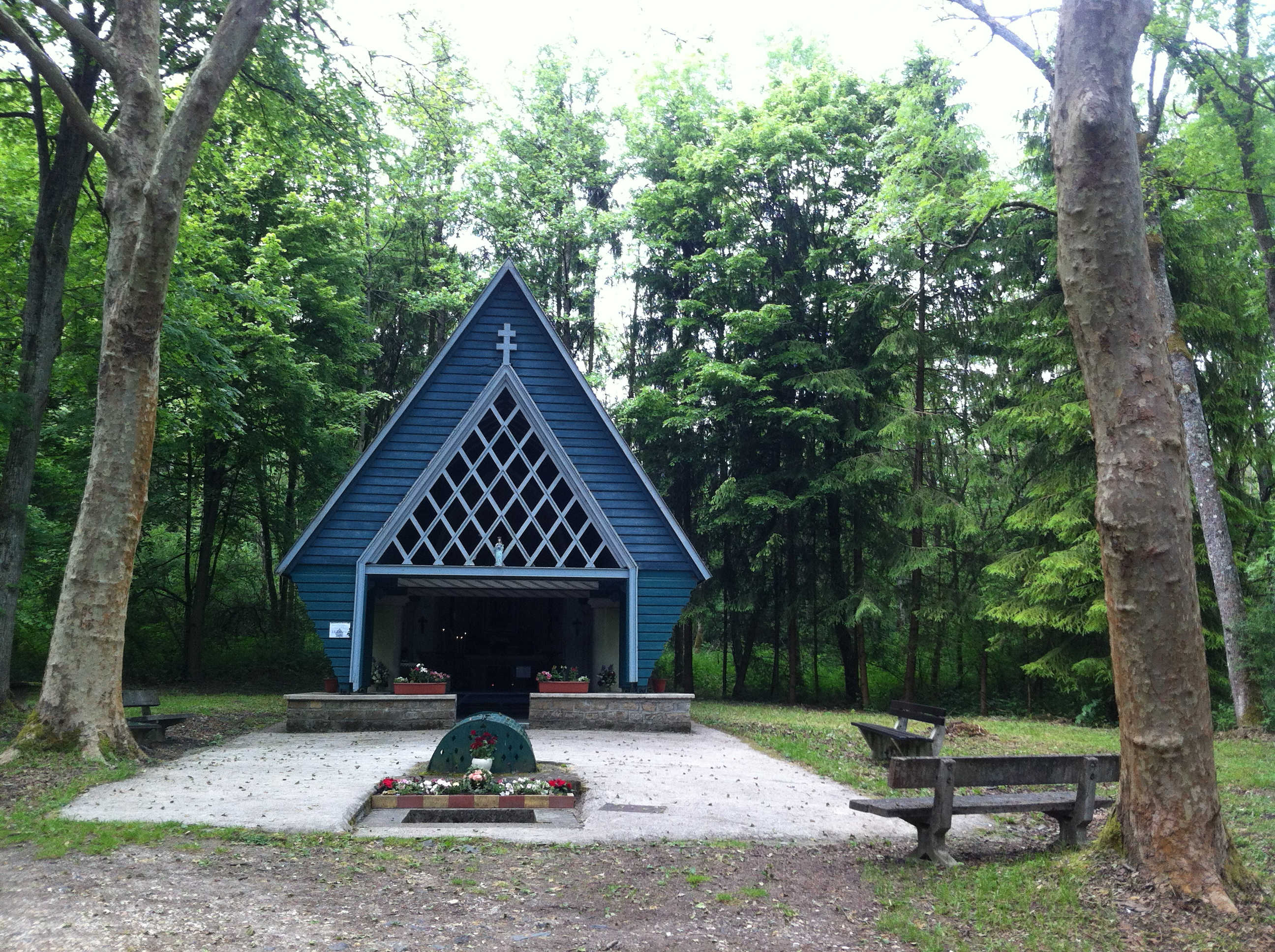
La Bonne-Fontaine de nos jours.

Avant la Révolution, on venait déjà à la source, dédiée à Notre Dame sous la Croix et réputée pour des vertus bienfaisantes. En 1851 une chapelle néogothique fut construite, la chapelle Notre-Dame-de-la-Bonne-Fontaine. En 1944, la nef est détruite, seuls le chœur et la statue de la Vierge restent intacts ; la nef fut remplacée par une construction plus moderne.
On peut qualifier cette chapelle de haut lieu de la spiritualité du Lunévillois. Près de 5 000 cierges sont brûlés par an par plus de 10 000 visiteurs. C'est un lieu privilégié pour le calme et le recueillement.

#### Portes monumentales
Après la guerre de Trente Ans, le village en ruines se reconstruit : d'imposantes fermes sont construites, ornées de portes monumentales dues à des artistes italiens qui ont voulu reproduire les belles réalisations architecturales de leur pays. Ces constructions sont un mélange du style baroque et Renaissance : cet art est le « style italo-lorrain du XVIIIe siècle ». Aujourd'hui, il ne reste plus que quelques portes, les autres furent détruites lors des deux Guerres mondiales,.

#### Calvaires
- Calvaire du carrefour de le RD 19 et 19 bis ; on pourra s'interroger sur ce texte : « CET CROX A ETE FAIT PAR LA COMUNOTE DE DOMJUVIN EN 1791 ». Cette croix a été érigée en pleine Révolution, à l'époque de la destruction de objets de culte. Le mot paroisse a été remplacé par communauté…
- Croix du centre située sur la route de Domjevin à Manonviller (1893)[19].

#### Église

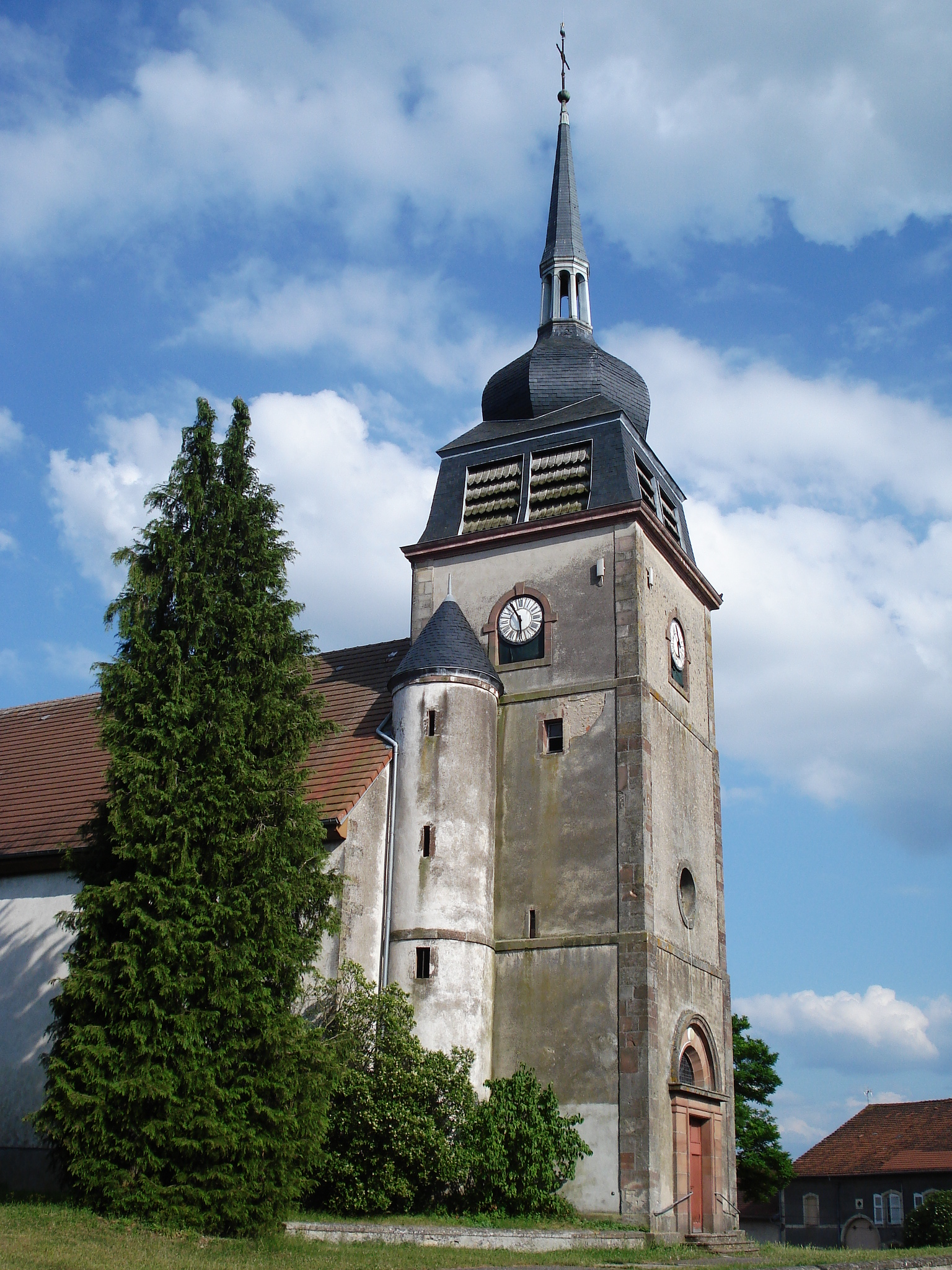
L'église du village de Domjevin.

Inaugurée en 1733, elle remplace l'ancienne église vétuste et trop petite. La nef est de style grange (commun à l'époque). L'église se remarque par son clocher à bulbe et à tourelle construit par Fhilibert, originaire de Suisse, venu habiter Domjevin après avoir quitté Fribourg,.

#### Tableaux
Vers 1850, de grandes toiles représentant les stations du chemin de croix furent peintes par De Mirbeck (originaire de Barbas) et vinrent orner l'église. Aujourd'hui, ces tableaux sont assez abîmés et ont été remisés depuis 1945.

#### «Hôpital militaire»
Construit en 1917, vestige de la Grande guerre, l'« hôpital » était un poste de secours qui se situe au bord de la route de Domjevin à Manonviller. Ouvrage de campagne construit en retrait d'une ligne de front stabilisée dès septembre 1914 à proximité du fort d'arrêt de Manonviller, ce poste de secours est constitué de trois galeries perpendiculaires, en béton, couvertes de tôles ondulées et protégées par un talus de terre. Il est classé au titre des monuments historiques par arrêté du 10 février 1922.

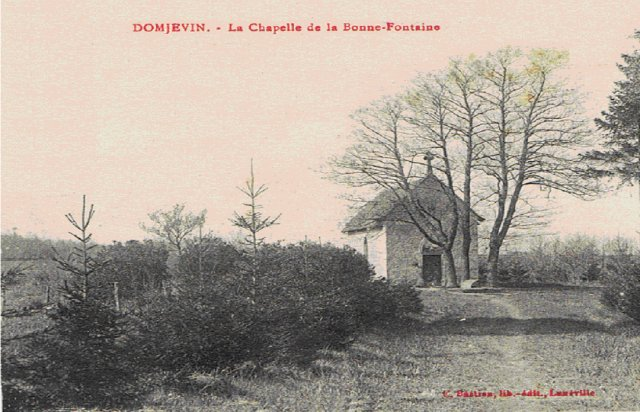
La Bonne Fontaine avant la Seconde Guerre mondiale.
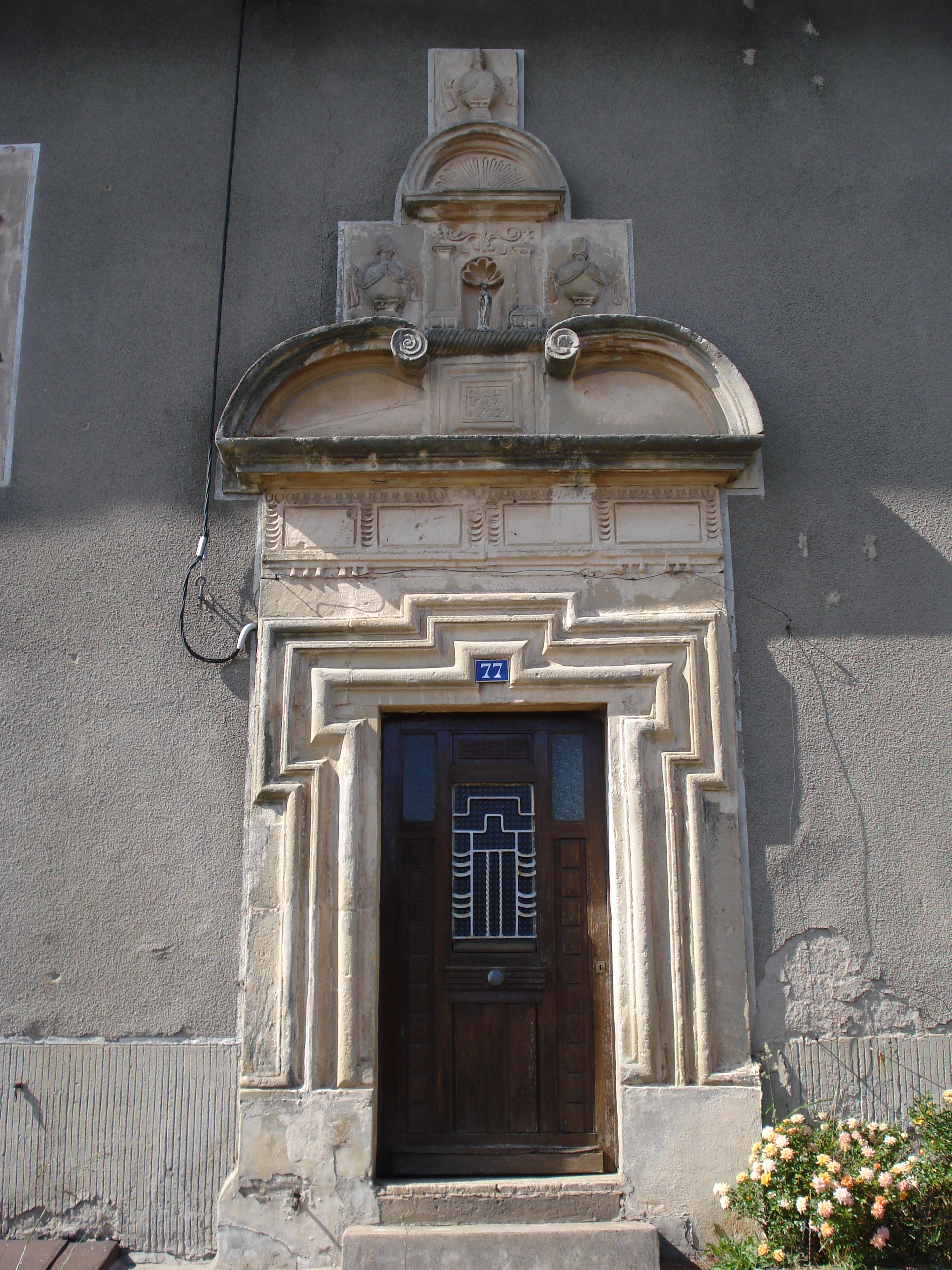
Porte monumentale - 1707.
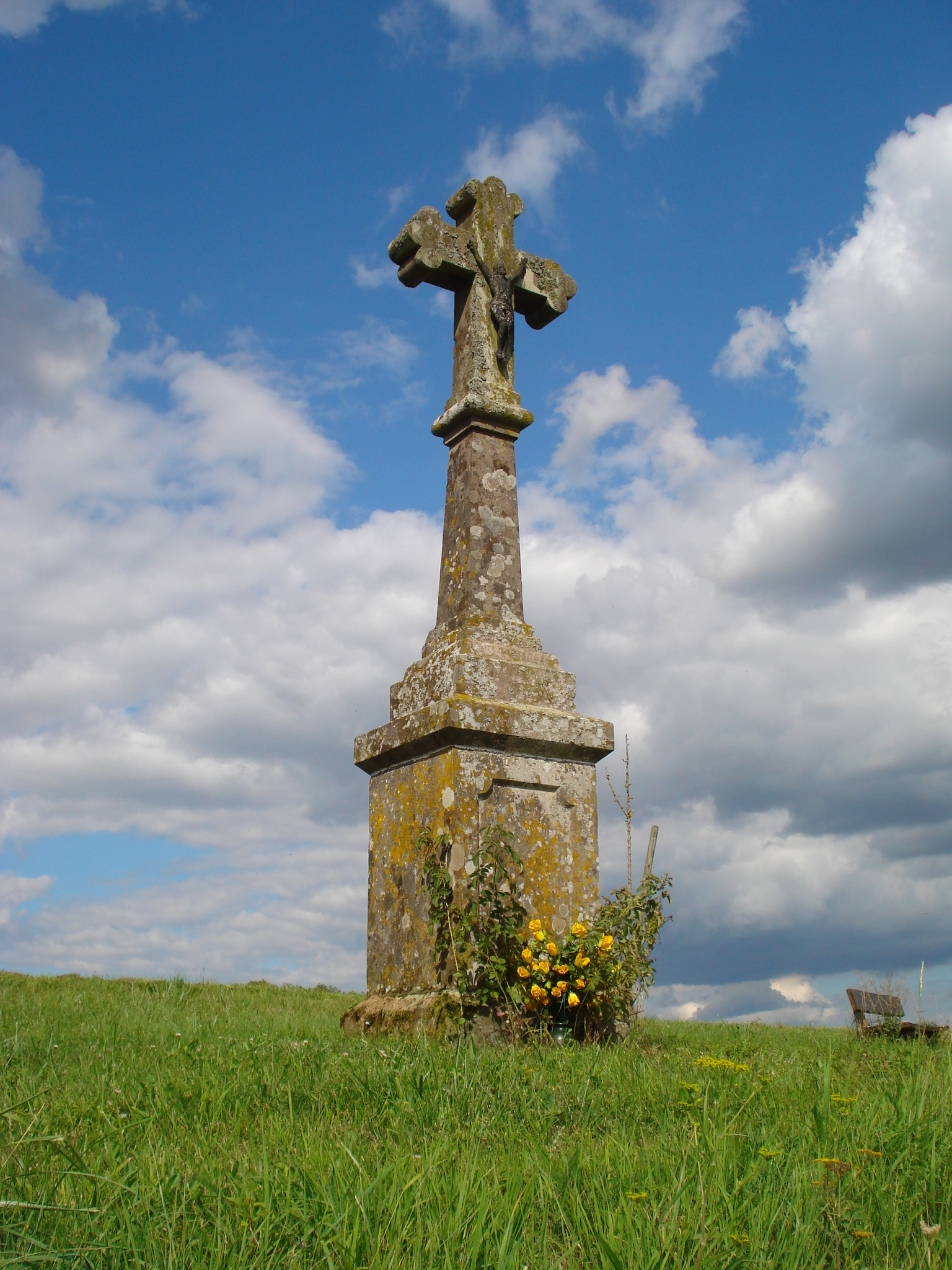
Croix du Centre.

### Personnalités liées à la commune
- M. Mangin (1797-1868), curé de Blâmont de 1834 à 1868, un des prêtres distingués du clergé de Nancy, est né à Domjevin[22],[39].
- M. l'abbé Émile Hatton (1882-1963), érudit, curé de Domjevin de 1925 à 1936[40].

### Héraldique
| Blason de Domjevin | Blason  | D'or, à la porte monumentale du lieu de gueules ouverte du champ et mouvant de la pointe, au casque romain du même à la cocarde du champ en abîme. |
| Blason de Domjevin | Détails | Le statut officiel du blason reste à déterminer.                                                                                                   |